# Prvenstvo Hrvatske u nogometu za pionire 1998./99.
Pionirski prvaci Hrvatske u nogometu za sezonu 1998./99. su bili nogometaši Osijeka.

## Prvi rang
Prvo je igrano po regijama HNS-a, a potom završnica u koju su se plasirali prvaci regija jednokružnim liga-sustavom.

### Završnica
Igrano od 3. do 6. lipnja 1999. u Osijeku.
| mj | klub                     | ut | pob | ner | por | gol+ | gol- | bod |
| -- | ------------------------ | -- | --- | --- | --- | ---- | ---- | --- |
| 1. | Osijek                   | 4  | 4   | 0   | 0   | 17   | 1    | 12  |
| 2. | Rijeka                   | 4  | 2   | 1   | 1   | 10   | 4    | 7   |
| 3. | Croatia Zagreb           | 4  | 2   | 1   | 1   | 7    | 7    | 7   |
| 4. | Slaven Belupo Koprivnica | 4  | 1   | 0   | 3   | 3    | 11   | 3   |
| 5. | Zadarkomerc (Zadar)      | 4  | 0   | 0   | 4   | 1    | 15   | 0   |